# Dzmitryj Surski
Dzmitryj Alehawicz Surski (biał. Дзмітрый Алегавіч Сурскі, ros. Дмитрий Олегович Сурский, Dmitrij Olegowicz Surski; ur. 8 października 1959 w Mińsku) – białoruski artysta, autor plakatów i wzornictwa graficznego.

## Życiorys
Urodził się 8 października 1959 roku w Mińsku, w Białoruskiej SRR, ZSRR. W 1982 roku ukończył Białoruski Państwowy Instytut Teatralno-Artystyczny. W latach 1982–1988 pracował jako artysta konstruktor w Ogólnozwiązkowym Naukowo-Badawczym Instytucie Estetyki Technicznej. W latach 1988–1989 był kierownikiem sektora w Biełbyttiechprojekcie. Od 1995 roku pełnił funkcję prezesa Białoruskiego Związku Plastyków Projektantów. Jest bezpartyjny.
Zajmuje się plakatem i wzornictwem graficznym. Jest autorem 12 przemysłowych wzorców i wynalazków. Jego dzieła są prezentowane w Narodowym Muzeum Artystycznym Białorusi, Galerii Morawskiej w Brnie w Czechach, muzeum plakatu w miastach Lahti w Finlandii i Toyama w Japonii. Uczestniczył i otrzymał nagrody licznych ogólnoradzieckich, republikańskich i międzynarodowych wystaw i konkursów. Do jego prac należą: projekt i czynny model-wzorzec Gorodskoj awtomobil (pol. Automobil miejski), asortyment nożyczek, styl firmowy centrum sportowego Wołat (pol. Osiłek), plakaty Chleb wsiemu gołowa (pol. Chleb jest podstawą wszystkiego), Kadry rieszajut′ wsio (pol. Kadry decydują o wszystkim), seria Ekonomija w bytu (pol. Ekonomia w życiu codziennym; wszystkie we współautorstwie), plakaty reklamowe Kieramin – korol kieramiki (pol. Kieramin – król ceramiki), Sowietskoje szampanskoje – wysokije tiechnołogii (pol. Szampan Radziecki – wysokie technologie) i inne.

## Życie prywatne
Dzmitryj Surski jest żonaty, ma syna.